# Le’Veon Bell
Le’Veon Bell (ur. 18 lutego 1992 w Reynoldsburg w stanie Ohio) – amerykański zawodnik futbolu amerykańskiego, grający na pozycji running back. W rozgrywkach akademickich NCAA występował w drużynie Michigan State Spartans.
W roku 2013 przystąpił do draftu NFL. Został wybrany w drugiej rundzie (48. wybór) przez zespół Pittsburgh Steelers. W drużynie ze stanu Pensylwania spędził sześć sezonów wyrastając na jednego z czołowych biegaczy ligi. Jego charakterystyczny styl biegania oparty na długim wyczekiwaniu na błędy obrońców pozwalające mu się przedrzeć przez zasieki sprawiły, że zyskał on przydomek "The Great Hesitator". Przed sezonem 2019 podpisał warty 52,5 miliona dolarów czteroletni kontrakt z New York Jets, co uczyniło go najlepiej opłacanym biegaczem w lidze. W październiku 2020 roku, z uwagi na kiepskie wyniki sportowe drużyny, poprosił o wymianę bądź rozwiązanie kontraktu. Ostatecznie zasilił szeregi Kansas City Chiefs, został jednak zwolniony z kontraktu po zakończeniu sezonu. Obecnie występuje w drużynie Baltimore Ravens.